# Кишо Јано
Кишо Јано (јап. 矢野 貴章; 5. април 1984) јапански је фудбалер.

## Каријера
Током каријере је играо за Кашива Рејсол, Албирекс Нигата, Фрајбург, Нагоја Грампус.

## Репрезентација
За репрезентацију Јапана дебитовао је 2007. године. Наступао је на Светском првенству (2010. године) с јапанском селекцијом. За тај тим је одиграо 19 утакмица и постигао 2 гола.

## Статистика
| Јапан  | Јапан   | Јапан  |
| Година | Наступи | Голови |
| ------ | ------- | ------ |
| 2007.  | 7       | 1      |
| 2008.  | 5       | 0      |
| 2009.  | 4       | 1      |
| 2010.  | 3       | 0      |
| Укупно | 19      | 2      |